# Dymchurch
Dymchurch är en ort och civil parish i grevskapet Kent i sydöstra England. Orten ligger i distriktet Folkestone and Hythe på Romney Marsh, cirka 8 kilometer sydväst om Hythe. Tätorten (built-up area) hade 3 097 invånare vid folkräkningen år 2021.